# Vedran Pavlek
Vedran Pavlek (Zagreb, 27. travnja 1973.) je bivši hrvatski alpski skijaš i danas direktor Hrvatskog skijaškog saveza.